# Триплатинасвинец
Триплатинасвинец — бинарное неорганическое соединение
платины и свинца
с формулой PbPt3,
кристаллы.

## Получение
- Сплавление стехиометрических количеств чистых веществ:

{\displaystyle {\mathsf {3Pt+Pb\ {\xrightarrow {915^{o}C}}\ PbPt_{3}}}}

## Физические свойства
Триплатинасвинец образует кристаллы
кубической сингонии,
пространственная группа P m3m,
параметры ячейки a = 0,4053 нм, Z = 1,
структура типа тримедьзолота AuCu3
.
Соединение образуется по перитектической реакции при температуре 915°С.